# Station Bloxwich North
Bloxwich North is een spoorwegstation van National Rail in Bloxwich, Walsall in Engeland. Het station is eigendom van Network Rail en wordt beheerd door West Midland Trains. Het station is geopend in 1990.